# Rita Reys

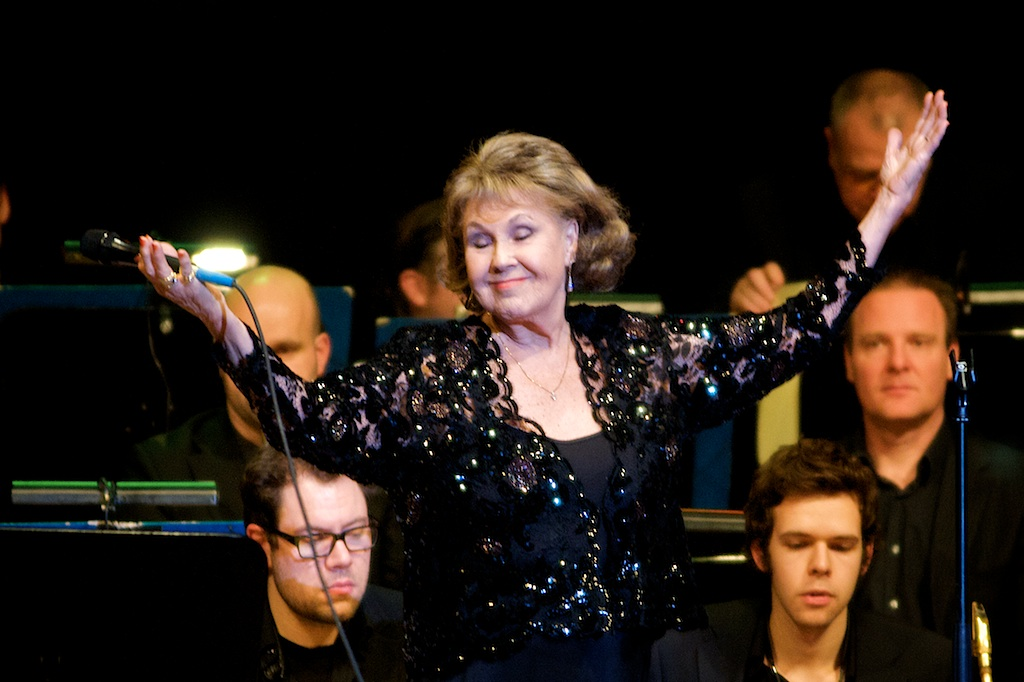
Rita Reys krijgt een staande ovatie in het Concertgebouw te Amsterdam, 17 december 2009

Rita Reys, geboren als Maria Everdina Reijs (Rotterdam, 21 december 1924 – Breukelen, 28 juli 2013), was een Nederlands jazzzangeres. Zij gaat door voor de grootste jazzzangeres die Nederland heeft voortgebracht.

## Persoonlijk leven
Rita Reys werd geboren in de Kortewagenstraat in het centrum van Rotterdam. Kort daarna – in februari 1925 – verhuisde het gezin naar de Prinsenstraat, waarna in juli 1927 verhuisd werd naar de Paradijslaan in Crooswijk. Uiteindelijk betrok de familie in november 1936 een woning aan de Sophiakade in de wijk Kralingen. Rita was het derde kind uit een gezin met tien kinderen. Haar vader Adrianus Jacobus Karel (Karel) Reijs was violist en haar moeder Adriana Helena (Jeanne) Termijn was voordat zij trouwde revuedanseres geweest. Haar officiële voornamen Maria Everdina zijn dezelfde als die van haar maternale grootmoeder. Haar moeder noemde haar Riet. Thuis werd voornamelijk licht-klassieke muziek gedraaid en gespeeld en weinig jazz. Zodoende groeide Reys op onder de klanken van onder meer Tsjaikovski en Chopin. Na de lagere school ging Reys naar de mulo, waar zij het eerste schooljaar niet afmaakte.
Op 2 november 1945 trouwde zij met drummer Wessel Ilcken, met wie zij in 1954 een dochter kreeg. Vlak nadat Reys was teruggekeerd van haar tweede Amerikaanse tournee overleed Ilcken op 13 juli 1957 aan een hersenbloeding. Op 30 september 1960 hertrouwde Reys met haar begeleider-pianist Pim Jacobs. Op 3 juli 1996 overleed deze aan de gevolgen van kanker. Reys woonde jarenlang in Tienhoven.

## Vroege carrière
Op haar zestiende al nam Reys' zangcarrière steeds serieuzere vormen aan, toen ze bij zangconcoursen in haar geboortestad Rotterdam de ene na de andere eerste prijs in de wacht sleepte en in diverse clubs gevraagd werd om te komen optreden. Rond die tijd formeerde ze met muzikale vrienden uit Rotterdam haar eerste eigen ensemble, de Hawaian Minstrels. Gedurende de jaren 1942-1943 werkte zij onder meer in de Rotterdamse nachtclub Cascade, waar haar vader Stehgeiger was, begeleider van het orkest. Maar omdat zij het huis uit wilde, kwam daaraan spoedig een einde en in 1943 verhuisde zij naar Hilversum. Daar had zij op 16 maart haar allereerste radio-optreden, onder begeleiding van het orkest van Klaas van Beeck.
In Hilversum leerde Reys in datzelfde jaar Wessel Ilcken kennen, die haar introduceerde in de jazzscene. Met het orkest van Lex van Spall traden ze in de plaatselijke club Hof van Holland op voor de Canadezen die in Nederland gelegerd waren en vanaf het daaropvolgende jaar trokken ze met het orkest van Ted Powder voor het eerst regelmatig naar het buitenland. In 1948 volgde een maandenlang engagement in Tanger (Marokko) en Oran (Algerije), met het orkest van Piet van Dijk.
In 1950 richtten Reys en Ilcken hun eigen combo op, waarmee ze in de daaropvolgende jaren zowel in Nederland als elders in Europa succes boekten: het Rita Reys Sextet. Haar broer Karel bespeelde altsax en klarinet. Het debuut was op 1 april van dat jaar in bar-dancing Palace aan het Amsterdamse Thorbeckeplein, waar Willy Alberti als gast optrad. Het sextet speelde echter voornamelijk in het buitenland. In Engeland werd opgetreden in Amerikaanse legerbases en dansclubs. Daar ontmoette zij saxofonist Ronnie Scott, oprichter van jazzclub Ronnie Scott's. Een krant in het Schotse Edinburgh kopte "Rita Gives Swing Fans A Dutch Treat". In 1953 verbleven Rita en Wessel enkele maanden in Stockholm, toen het centrum van de Europese jazzscene. Voor het label Artist nam zij er in maart van dat jaar haar eerste muziekplaten op, met de band van altsaxofonist Lars Gullin. Zij ontmoette er Ella Fitzgerald, Dizzy Gillespie, Oscar Peterson en Lester Young en woonde samen met Ilcken studio-opnamen bij van Quincy Jones met onder meer Clifford Brown, Art Farmer en Lars Gullin.
Toen Reys zwanger werd, ging het echtpaar terug naar Nederland, waar de twee een woning betrokken boven de Amsterdamse jazzclub Sheherazade. Over die tijd herinnerde Reys zich later: "Het was heerlijk om in de Sheherazade te spelen. Er kwam een echt jazzpubliek: Simon Vinkenoog, Karel Appel, Simon Carmiggelt, noem maar op. En een hoop muzikanten natuurlijk. Als er een jazzconcert was geweest in het Concertgebouw, kwamen al die Amerikanen na afloop naar de Sheherazade om mee te blowen. Dat waren fantastische sessies. Wij werden zó geïnspireerd, zó meegesleept, we hebben daar echt het vak geleerd."
Rita Reys' nationale doorbraak volgde in januari 1955, met de verschijning van Jazz Behind the Dikes (Philips). Onder begeleiding van het Wessel Ilcken Combo nam zij voor deze elpee 'My Funny Valentine' op. Voor het Nederlandse publiek bleef dit lange tijd, naar haar eigen zeggen, "een soort van handelsmerk".
In december datzelfde jaar kwam de Popular Albums Director van platenmaatschappij Columbia naar Nederland en hoorde Reys zingen in de Sheherazade. Onder de indruk van haar kwaliteiten nodigde hij haar uit naar New York te komen, alwaar op 3 mei 1956 met Art Blakey's Jazz Messengers de eerste opnamesessie plaatsvond voor haar eerste in het buitenland opgenomen elpee 'The Cool Voice of Rita Reys'. Zeven weken later volgde de tweede. Op 'The Cool Voice' zijn onder meer Hank Mobley, Horace Silver, Donald Byrd en Kenny Drew achter Reys te horen. Nadien zou zij met nog veel andere Amerikaanse jazzmusici samenwerken, onder wie Jimmy Smith, Dizzy Gillespie, Johnny Griffin, Stan Getz, Lester Young, Zoot Sims en Milt Hinton.
Avakian zei jaren later over zijn tijd met haar: "Rita kon echt swingen. Het was de swingende kwaliteit van haar frasering die mij voor haar won en die ook indruk maakte op de muzikanten. Die wisten meteen dat het met haar zou klikken. Dat is precies wat er op die plaat gebeurde en dat kan iedereen vandaag nog horen".
Avakian nam Reys gedurende deze maanden mee naar alle beroemde New Yorkse jazzclubs, waar zij overal het podium betrad. Zij trad op in Birdland met onder meer Lester Young en later de Village Vanguard. Met Horace Silver en enkele andere musici reden ze regelmatig naar Brooklyn, voor gigs in plaatselijke jazzclubs. Ook leerde zij in die tijd Tony Bennett (een goede bekende van Avakian) kennen met wie zij bevriend raakte, evenals Johnny Mathis. Terug in Nederland stond zij in december voor het eerst in de Grote Zaal van het Concertgebouw, met een trio bestaande uit Pim Jacobs (piano), Ruud Jacobs (bas) en Wessel Ilcken (drums). In Parijs maakte zij radio-opnamen voor het toentertijd bekende programma Jazz aux Champs-Elysées.
In 1957 ging Reys andermaal naar New York, waar zij in Teddy Powell's Lounge een week lang optrad met als begeleiders onder meer organist Jimmy Smith. Reys ging ook naar Toronto waar zij, eveneens een voor een week, werkte in Town Tavern. Terug in New York trad zij op met onder meer Herbie Mann en Oscar Pettiford. Plaatopnamen, voor het label Dawn, werden gemaakt met onder anderen Milt Hinton op bas en Osie Johnson op drums.
Na twee maanden in Amerika vertrok Reys naar Nederland, waar zes dagen na haar terugkomst Ilcken een hersenbloeding kreeg en vier dagen later overleed. Toch ging zij nog dezelfde avond aan het werk, voor een televisie-uitzending vanuit Loosdrecht.

## Europe's First Lady of Jazz

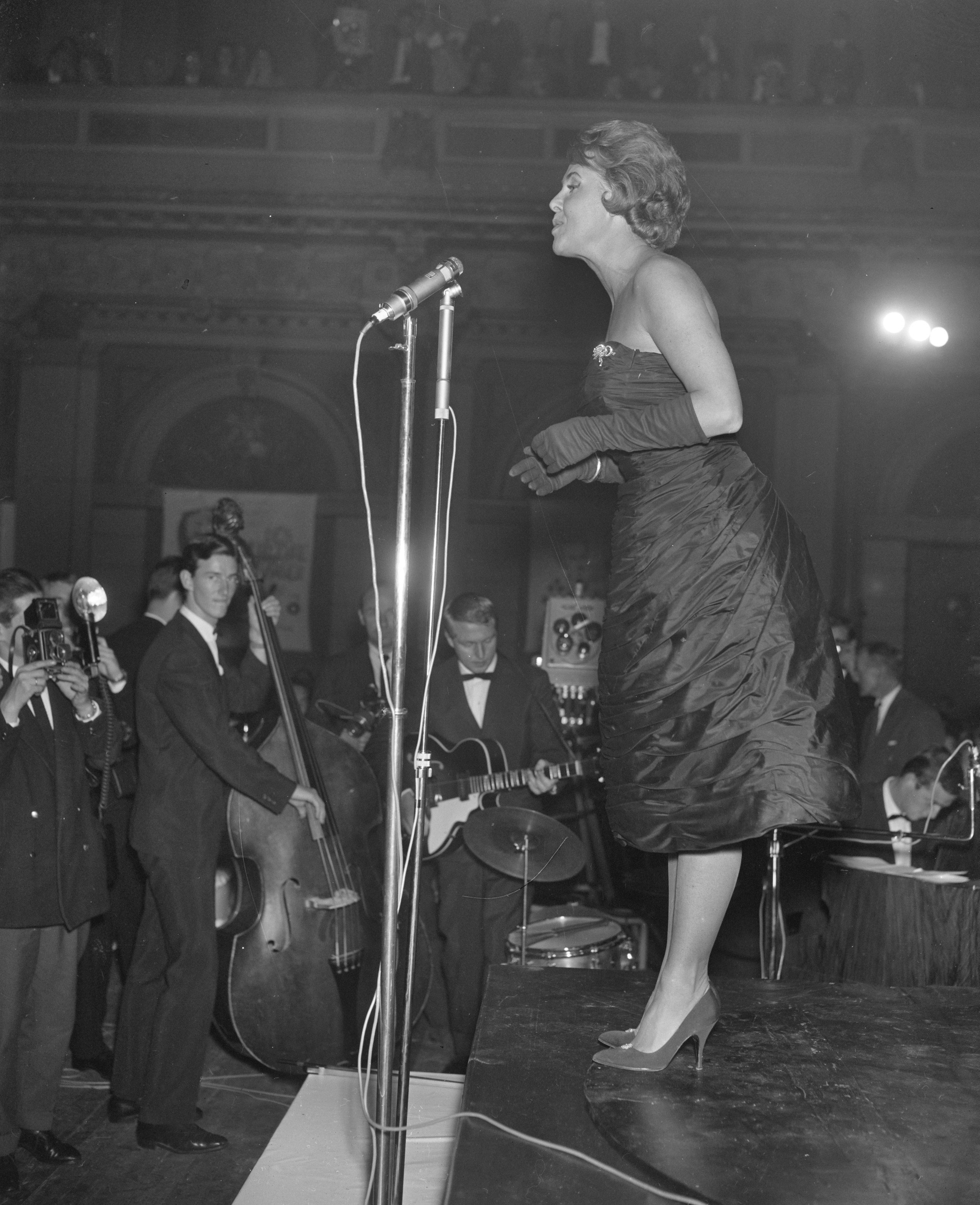
Reys (Concertgebouw Amsterdam), 1960

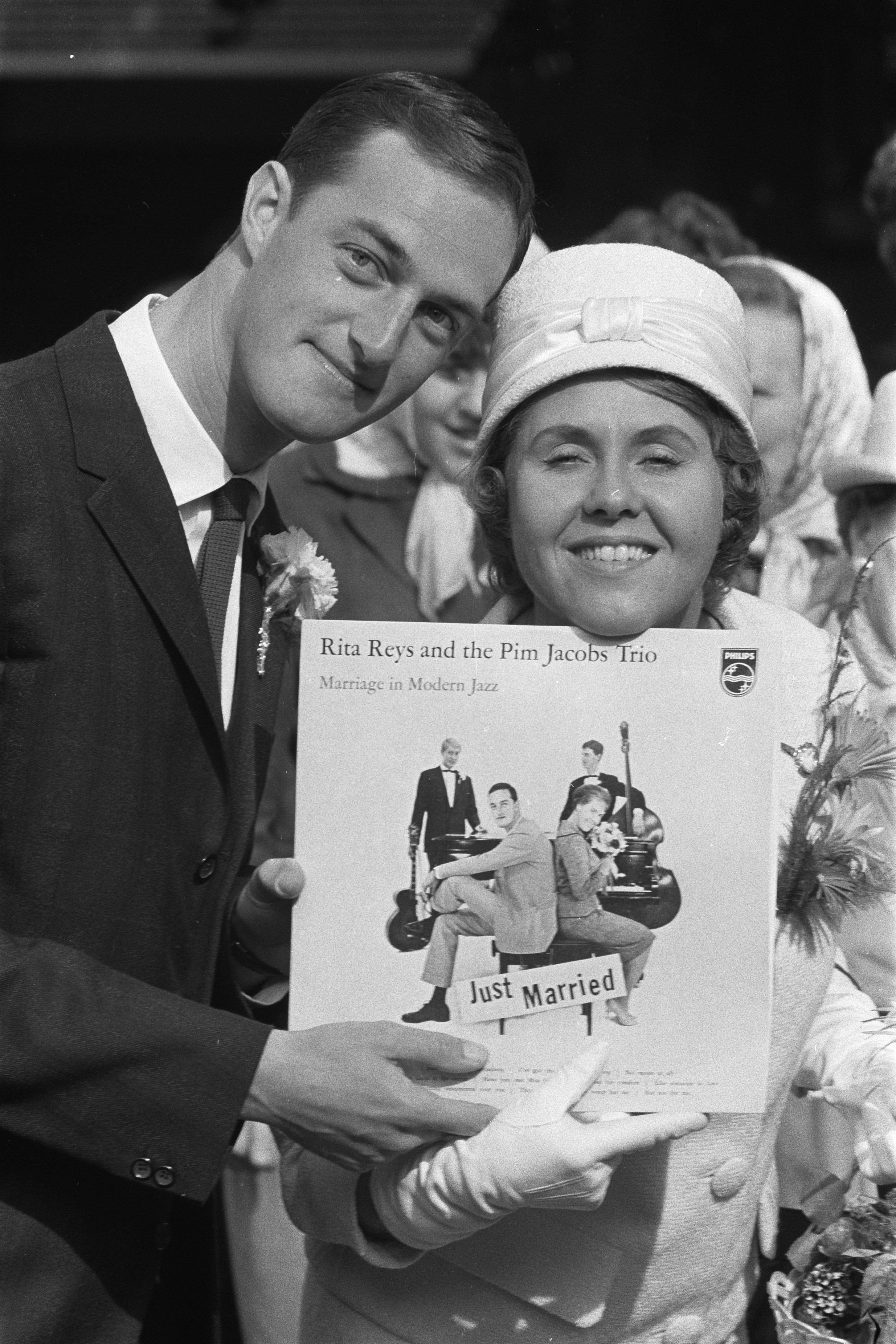
Huwelijk van Pim Jacobs en Rita Reys te Hilversum met hun laatste langspeelplaat Marriage in Modern Jazz. (1960)

Na haar Amerikaanse tournees volgde wederom Europees succes. Op het Franse jazzfestival van Juan-les-Pins in 1960 werd Reys uitgeroepen tot Europe's First Lady of Jazz. Op 30 september dat jaar trouwde ze met Pim Jacobs, ter gelegenheid waarvan ze de elpee Marriage In Modern Jazz opnamen. Reys won er een jaar later haar eerste Edison mee, haar tijdens het Grand Gala du Disc uitgereikt door Wim Sonneveld. Een tweede volgde een jaar later, voor haar elpee met drummer Kenny Clarke. In Europa traden Reys en het Trio Pim Jacobs op tijdens vrijwel alle grote jazzfestivals: Comblain-la-Tour, Palermo, Warschau, Praag, Boedapest, Berlijn, Zagreb, etc.
In 1965 nam zij een elpee op met de Amerikaanse dirigent en arrangeur Oliver Nelson. Vier jaar later was zij, samen met Pim Jacobs, de eerste Nederlandse jazzmusicus die optrad tijdens het New Orleans International Jazz Festival. Zij zong met Clark Terry, Zoot Sims, Milt Hinton en Alan Dawson. Het plaatselijke weekblad schreef: "She is a totally pleasing, unpretentious vocalist who should be heard more in the United States".
Reys had de ambitie te laten zien dat ze meer in haar mars had. Zij ging, daartoe mede aangezet door producer John Vis, samenwerken met dirigent en arrangeur Rogier van Otterloo en nam met diens orkest vier songbooks op: Rita Reys Sings Burt Bacharach (1971), Rita Reys Sings Michel Legrand (1972), Rita Reys Sings George Gershwin (1975) en Rita Reys Sings Antonio Carlos Jobim (1981). De eerste twee werden beide een gouden plaat en werden bekroond met een Edison. Het leverde haar in eigen land een nog bredere populariteit op. Ook de componisten waren over Reys' vertolkingen te spreken. Bacharach had altijd al gezegd: "She's a fabulous singer". Over het album met diens repertoire schreef hij haar: "I love what I heard on the album. So happy to hear you again". Michel Legrand schreef: "Rita Reys, who sings the love songs with such love, that I really love her, and you will too".
In 1979 ging zij, ook weer op initiatief van John Vis, de studio in met het Trio Pim Jacobs, waarin gitarist Wim Overgaauw inmiddels was vervangen door drummer Peter Ypma en de Amerikaanse saxofonist Johnny Griffin. Vanaf 1980 mocht zij zich ereburger van de stad New Orleans noemen, de bakermat van de jazz. In de jaren tachtig keerde zij goeddeels helemaal terug naar het Amerikaanse Songbookrepertoire, waarmee ze vanaf de jaren vijftig furore had gemaakt. Het resulteerde onder meer in het album 'Memories of you' (1983), met een orkest onder leiding van pianist Lex Jasper. Het album werd opgenomen in een studio in Londen, waar op dat moment Barbra Streisand bezig was een album op te nemen. Later bleek zij minutenlang aan de deur van de studio waar Reys zong te hebben staan luisteren, zo vertelde Lex Jasper in een interview aan het blad JAZZ in 2008.
Twee jaar later werd er borstkanker bij Reys geconstateerd, waar zij snel bovenop kwam. Na wekenlange medische behandelingen trad zij op in een uitverkocht Concertgebouw. Niemand wist van haar ziekte en de kranten stonden vol lovende recensies. Het concert, dat voor de TROS-radio was opgenomen, werd uitgebracht op elpee en cd. Reys zei over die avond in dagblad de Volkskrant: “Dat concert is inderdaad een soort nieuwe start geweest, zo van: vergeten al die rotzooi achter me”.
In 1986 ging een al lang gekoesterde wens van Reys in vervulling, toen zij in de Wisseloordstudio's in Hilversum een kerstalbum opnam: Have Yourself a Merry Little Christmas, samen met het Trio Pim Jacobs en het Metropole Orkest onder leiding van Rogier van Otterloo. Het werd het laatste album waarvoor zij samenwerkte met Van Otterloo, die twee jaar later overleed.
In 1991 ontving Reys op het North Sea Jazz Festival de Bird Award en later dat jaar kreeg zij in Den Haag, uit handen van de Amerikaanse ambassadeur, een persoonlijke oorkonde uitgereikt voor haar bijdrage aan de promotie van het Great American Songbook. Mede naar aanleiding hiervan maakte zij in 1992 twee dubbel-cd's: Rita Reys: The American songbook, volume 1 en 2. Het zouden de laatste cd's worden die zij opnam met haar echtgenoot. Bij hem werd in 1995 kanker geconstateerd. De tournee ter gelegenheid van Reys' 70e verjaardag werd afgeblazen en er volgde een lang traject van medische behandelingen. Hij overleed in 1996 op 61-jarige leeftijd. Tien dagen na zijn overlijden nam Reys voor hem de Bird Award in ontvangst, waarbij zij zei, "zoals Pim het wilde", terug te komen als zangeres.

## Latere carrière
Op het North Sea Jazz Festival van 1997 gaf Reys wederom acte de présence, met haar nieuwe trio onder leiding van Lex Jasper. Deze arrangeerde en dirigeerde ook het Philharmonisch Orkest van Hannover, waarmee ze in het najaar haar vijfde Songbook-vertolking opnam: 'Rita Reys Sings Henry Manchini'. Toen ze dit repertoire kort na verschijning uitvoerde in de Rotterdamse concertzaal De Doelen schreef het Rotterdams Dagblad: "Rita Reys begint glorieus opnieuw".
Twee jaar later volgde, ter gelegenheid van Reys' 75ste verjaardag, een nieuw studioalbum: 'The Lady Strikes Again'. Hierop is zij te horen met het Trio Cor Bakker, het Trio Lex Jasper, het Rosenberg Trio en gastvocaliste Mathilde Santing. Toenmalig minister-president Wim Kok overhandigde haar in de Haagse sociëteit De Witte het eerste exemplaar van het album. Hij bleek al decennialang een groot bewonderaar van haar te zijn. Eveneens ter gelegenheid van haar verjaardag stond ze in februari 2000 in de Grote Zaal van het Concertgebouw, met The Jazz Orchestra of the Concertgebouw en gasten Louis van Dijk, Miranda van Kralingen en Mathilde Santing.
Een van Reys' laatste studioalbums is Beautiful Love: A tribute to Pim Jacobs, een eerbetoon aan haar tweede echtgenoot Pim Jacobs. Het album verscheen ter gelegenheid van haar tachtigste verjaardag, evenals haar samen met journalist Bert Vuijsje geschreven biografie Rita Reys Lady Jazz. In januari 2007 stond ze samen met het Kwintet Ruud Jacobs in een uitverkocht Carré in Amsterdam, waar een dvd van werd opgenomen. Voor zowel genoemde cd als deze dvd, respectievelijk gearrangeerd door gitarist Martijn van Iterson en pianist Peter Beets, nam ze veel niet eerder gezongen repertoire ter hand. Over het concert in Carré schreef NRC Handelsblad: "Rita Reys schittert in een vol Carré" en "Reys heeft nog altijd de beste timing".

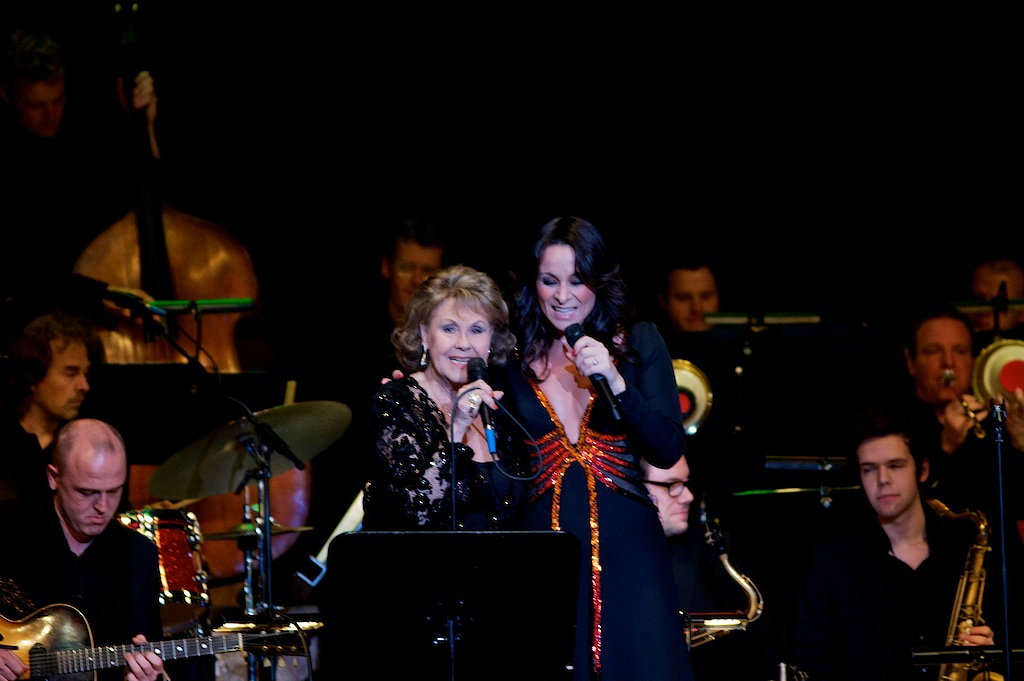
Rita Reys & Trijntje Oosterhuis in het Concertgebouw te Amsterdam, donderdag 17 december 2009.

Op 22 december 2006 ontving Reys als eerste Nederlandse jazzmusicus de Oeuvre Edison, na onder meer Tony Bennett en Herbie Hancock. In het juryrapport stond: "Rita Reys is al meer dan een halve eeuw onafgebroken en onbetwist de grootste jazzzangeres van Nederland". Het was de zesde Edison die zij in ontvangst mocht nemen.
In 2008 trad Reys voor de negentiende keer op tijdens het North Sea Jazz Festival, samen met de Jazz Orchestra of the Concertgebouw onder leiding van Henk Meutgeert. In december 2009 stond zij samen met hetzelfde orkest en collega-zangeres Trijntje Oosterhuis in een uitverkocht Concertgebouw te Amsterdam. Samen zongen ze onder meer 'White Christmas' en 'Alfie', een compositie van Burt Bacharach die beide vocalisten eerder opnamen voor hun eigen Bacharach-albums.
Aan haar studioalbum Young At Heart werd medewerking verleend door de Amerikaanse tenorsaxofonist Scott Hamilton en Thijs van Leer op hammondorgel. Op de cd brengt Reys twaalf stukken ten gehore, waarvan zij er tien niet eerder op haar repertoire had staan, zoals 'Love Me or Leave Me', 'You Hit the Spot' en titelsong 'Young at Heart'. De arrangementen zijn van de hand van Reys' vaste pianist Peter Beets.
In 2011 stond Reys 70 jaar op het podium, wat een unicum is in de wereld van de vocale jazzmuziek. Voor haar verdiensten voor de muziek, en meer specifiek de jazz in Nederland, werd ze eind dat jaar opnieuw geridderd: bij koninklijk besluit van 10 oktober 2011 werd ze benoemd tot Ridder in de Orde van de Nederlandse Leeuw. De voordracht werd met aanbevelingsbrieven ondersteund door Fay Claassen, Wim Kok, Neelie Kroes, Mathilde Santing, Sylvia Tóth, Bert Vuijsje, Imme Schade van Westrum, Hans van Willigenburg en Joop van Zijl. De bijbehorende versierselen werden haar op 21 november opgespeld in haar geboorteplaats op de SS Rotterdam. In 2012 trad ze voor de twintigste keer op tijdens het North Sea Jazz Festival.
Op 6 juli 2013 trad Reys voor het laatst op, in de North Sea Jazz Club in het Amsterdamse Westerpark. Ze was net hersteld van een zware heupoperatie. Eind van die maand werd zij getroffen door een hersenbloeding, waaraan zij kort daarop overleed. Op 5 augustus was er een herdenkingsdienst in de Sint-Johannes de Doperkerk in Breukelen en werd zij in besloten kring gecremeerd.
Zesmaal werd ze onderscheiden met een Edison Music Award: voor haar lp's Marriage in modern jazz (1960), Rita Reys Today (1969), Rita Reys Sings Burt Bacharach (1971), Rita Reys Sings Michel Legrand (1972) en Two for tea (1988, met Louis van Dijk).

## Discografie

### Albums
- 1957: The Cool Voice of Rita Reys
- 1957: The Cool Voice of Rita Reys No. 2
- 1958: Two Jazzy People
- 1960: Marriage in Modern Jazz
- 1961: Jazz Pictures at an Exhibition (live)
- 1963: Jazz Sir, That's Our Baby
- 1963: At the Golden Circle Club, Stockholm (live)
- 1963: Live at Jazzfest, Warsaw, Poland (live)
- 1964: Relax with Rita and Pim
- 1965: Congratulations in Jazz
- 1965: Rita Reys Meets Oliver Nelson
- 1967: Rita A Go-Go (live)
- 1969: Rita Reys Today – Recorded in London
- 1969: The Rita Reys Collection (verzamelalbum)
- 1971: Rita Reys Sings Burt Bacharach
- 1973: Our Favorite Songs
- 1972: Rita Reys Sings Michel Legrand
- 1975: Rita Reys Sings George Gershwin
- 1979: That Old Feeling
- 1981: Rita Reys Sings Antonio Carlos Jobim
- 1981: Rita's Requests (verzamelalbum)
- 1981: Rita Reys Collage (verzamelalbum)
- 1981: Rita Reys / Pim Jacobs Collage (verzamelalbum)
- 1983: Memories of You
- 1986: Rita Reys & Trio Pim Jacobs – Special Guest Louis Van Dijk – Live at the Concertgebouw (live)
- 1986: Have Yourself a Merry Little Christmas
- 1987: Two for Tea
- 1990: Swing and Sweet
- 1992: Europe's first lady of jazz, Rita Reys: The American songbook, volume 1
- 1992: Europe's first lady of jazz, Rita Reys: The American songbook, volume 2
- 1992: Tenderly
- 1992: Rita Reys Sings Michel Legrand
- 1995: The Ballad Album (verzamelalbum)
- 1995: First Lady of Jazz (verzamelalbum)
- 1998: Loss of Love – Rita Reys Sings Henry Mancini
- 1999: Once Upon a Summertime
- 1999: The Lady Strikes Again
- 1999: Introducing Dutch Jazz Masters (verzamelalbum)
- 1999: Dutch Jazz Masters Volume 3 – Rita Reys (verzamelalbum)
- 1999: Dutch Jazz Masters Volume 6 – Leading Ladies & Gents (verzamelalbum)
- 2000: Summertime (verzamelalbum)
- 2004: Beautiful Love – A Tribute to Pim Jacobs
- 2004: The Rita Reys Story – Songs of a Lifetime (verzamelalbum)
- 2006: Het beste van... Rita Reys (verzamelalbum)[bron?]
- 2006: Songbooks – Bacharach, Legrand, Gershwin (verzamelalbum)
- 2010: Young at Heart
- 2017: The Ultimate Rita Reys (verzamelalbum)
- 2017: 5 Original Albums
- 2018: Rita Reys Collected (verzamelalbum)

### Dvd
| Dvd's met hitnoteringen in de Nederlandse Music Top 30 | Datum van verschijnen | Datum van binnenkomst | Hoogste positie | Aantal weken | Opmerkingen |
| ------------------------------------------------------ | --------------------- | --------------------- | --------------- | ------------ | ----------- |
| Live at Carré                                          | 2007                  | 21-04-2007            | 5               | 9            |             |

## Prijzen en onderscheidingen
- 1954 - Rhythme Pol: Beste Nederlandse zangeres
- 1956 - Rhythme Pol: Beste Nederlandse zangeres
- 1957 - Rhythme Pol: Beste Nederlandse zangeres
- 1958 - Rhythme Pol: Beste Nederlandse zangeres
- 1958 - Playboy Jazz Poll (USA: nominatie als beste zangeres)
- 1959 - Rhythme Pol: Beste Nederlandse zangeres
- 1960 - Rhythme Pol: Beste Nederlandse zangeres
- 1960 - Rita Reys & Trio Pim Jacobs winnen de grote prijs van het jazzfestival van Antibes/Juan-les-Pins
- 1961 - Edison Music Award voor 'Marriage in Modern Jazz' (Philips)
- 1963 - Prijs voor de beste vocaliste op het Jazz Festival Praag
- 1966 - Jazzwereld poll Beste Nederlandse zangeres
- 1967 - Jazzwereld poll Beste Nederlandse zangeres
- 1969 - Edison Music Award voor 'Rita Reys Today' (Philips)
- 1971 - Edison Music Award voor 'Rita Reys Sings Burt Bacharach' (CBS)
- 1971 - Gouden plaat voor 'Rita Reys Sings Burt Bacharach' (CBS)
- 1972 - Edison Music Award voor 'Rita Reys Sings Michel Legrand' (CBS)
- 1972 - Gouden plaat voor 'Rita Reys Sings Michel Legrand' (CBS)
- 1980 - Ereburger van de stad New Orleans
- 1981 - Ridder in de Orde van Oranje-Nassau
- 1988 - Edison Music Award voor Two For Tea (ft. Louis van Dijk) (Polydor)
- 1991 - Bird Award (categorie Jazzmuziek in Nederland)
- 1992 - Certificate of Appreciation, voor haar promotie van het American Song Book (uitgereikt door de Amerikaanse ambassadeur in Nederland)
- 1992 - Gouden plaat voor 'The American songbook, volume 1' (Masters Music)
- 1992 - Gouden plaat voor 'The American songbook, volume 2' (Masters Music)
- 1999 - Meer Jazz Prijs
- 2006 - Edison Oeuvre Award
- 2011 - Ridder in de Orde van de Nederlandse Leeuw, voor haar bijdrage aan de (jazz)muziek in Nederland (uitgereikt door burgemeester Mirjam van 't Veld van Stichtse Vecht, waaronder Reys' woonplaats Breukelen viel)
- 2017 - Amsterdam vernoemt een brug naar haar en wijkt daarbij van de regel af, dat voor vernoemingen de persoon minstens vijf jaar dood moet zijn

## Boek
- Rita Reys speelt een rol in een boek uit de Bob Evers-serie, getiteld Stampij om een schuiftrompet, verschenen in 1959.